# 格朗瓦勒 (洛泽尔省)
格朗瓦勒（法語：Grandvals，法語發音：[ɡʁɑ̃val]）是法国洛泽尔省的一个市镇，属于芒德区。该市镇总面积12.84平方公里，2009年时的人口为78人。

## 人口
格朗瓦勒人口变化图示